# Vòng loại Giải vô địch bóng đá thế giới 1962 – Khu vực châu Á
Vòng loại Giải vô địch bóng đá thế giới 1962 – Khu vực châu Á có sự tham dự của ba đội tuyển, thi đấu để tranh một suất tham dự vòng chung kết thông qua trận play-off liên lục địa.

## Thể thức
Giải đấu diễn ra trong một vòng duy nhất, theo thể thức vòng tròn sân nhà – sân khách giữa ba đội. Đội đứng đầu bảng giành quyền tham dự trận play-off liên lục địa giữa AFC và UEFA để cạnh tranh suất vào vòng chung kết.

## Xếp hạng
| VT | Đội       | ST | T | H | B | BT | BB | HS | Đ | Giành quyền tham dự            |  |     |     |   |
| -- | --------- | -- | - | - | - | -- | -- | -- | - | ------------------------------ |  | --- | --- | - |
| 1  | Hàn Quốc  | 2  | 2 | 0 | 0 | 4  | 1  | +3 | 4 | Play-off liên lục địa UEFA/AFC |  | —   | 2–1 | — |
| 2  | Nhật Bản  | 2  | 0 | 0 | 2 | 1  | 4  | −3 | 0 |                                |  | 0–2 | —   | — |
| 3  | Indonesia | 0  | 0 | 0 | 0 | 0  | 0  | 0  | 0 | Rút lui                        |  | —   | —   | — |

## Trận đấu
| Hàn Quốc                  | 2–1      | Nhật Bản   |
| ------------------------- | -------- | ---------- |
| Chung Soon-cheon 39', 41' | Chi tiết | Sasaki 26' |

| Nhật Bản | 0–2      | Hàn Quốc                                |
| -------- | -------- | --------------------------------------- |
|          | Chi tiết | Chung Soon-cheon 21' · Yoo Pan-soon 26' |

## Play-off liên lục địa
| Đội 1  | TTS | Đội 2    | Lượt đi | Lượt về |
| ------ | --- | -------- | ------- | ------- |
| Nam Tư | 8–2 | Hàn Quốc | 5–1     | 3–1     |

Nam Tư thắng với tổng tỷ số 8–2 và giành quyền tham dự Giải vô địch bóng đá thế giới 1962.

## Cầu thủ ghi bàn
3 bàn thắng
- Chung Soon-cheon

1 bàn thắng
- Koji Sasaki
- Yoo Pan-soon